# Marigo Posio
Marigo Posio (născută Poçi; n. 2 februarie 1882, Korçë, vilayetul Janina, Imperiul Otoman – d. 23 februarie 1932, Vlora, Albania) a fost una dintre cele mai faimoase femei albaneze, remarcându-se atât prin activitatea depusă în sprijinul Renașterii Naționale Albaneze și a Mișcării de Independență, cât și prin eforturile în favoarea consolidării statutului social al femeilor albaneze. Ea este amintită mai ales pentru că a cusut (sau brodat) steagul înălțat de Ismail Qemali în timpul Adunării Naționale de la Vlorë din 28 noiembrie 1912, în care a fost semnată Declarația de Independență a Albaniei.

## Biografie
Marigo era fiica lui Papa Kosta Poçi și a Lenkăi Ballauri (din Voskopojë). Unele surse oficiale albaneze menționează satul Hoçisht⁠(d) de lângă Korçë (care făcea parte atunci din vilaietul Monastir al Imperiului Otoman) ca locul ei de naștere.> Alte surse mai noi susțin că Marigo Posio s-ar fi născut chiar în orașul Korçë. Marigo a avut doi frați și două surori. Sora ei Urani a fost căsătorită cu politicianul și dramaturgul albanez Kristo Floqi⁠(d), în timp ce cealaltă soră Angjeliqi a fost căsătorită cu politicianul și prim-ministrul albanez Kostaq Kota⁠(d). Cei doi frați ai ei, Niko și Kristo, au emigrat în Statele Unite ale Americii: primul s-a stabilit în orașul Natick⁠(d) din Massachusetts, iar celălalt în orașul Salt Lake City din Utah. Printre rudele lui Marigo s-a aflat patriotul albanez Spiro Ilo, activist în cadrul coloniei albaneze din România și semnatar al Declarației de Independență. Marigo a urmat studii la Prima Școală Albaneză din Korçë, fiind înmatriculată ca elevul nr. 27.

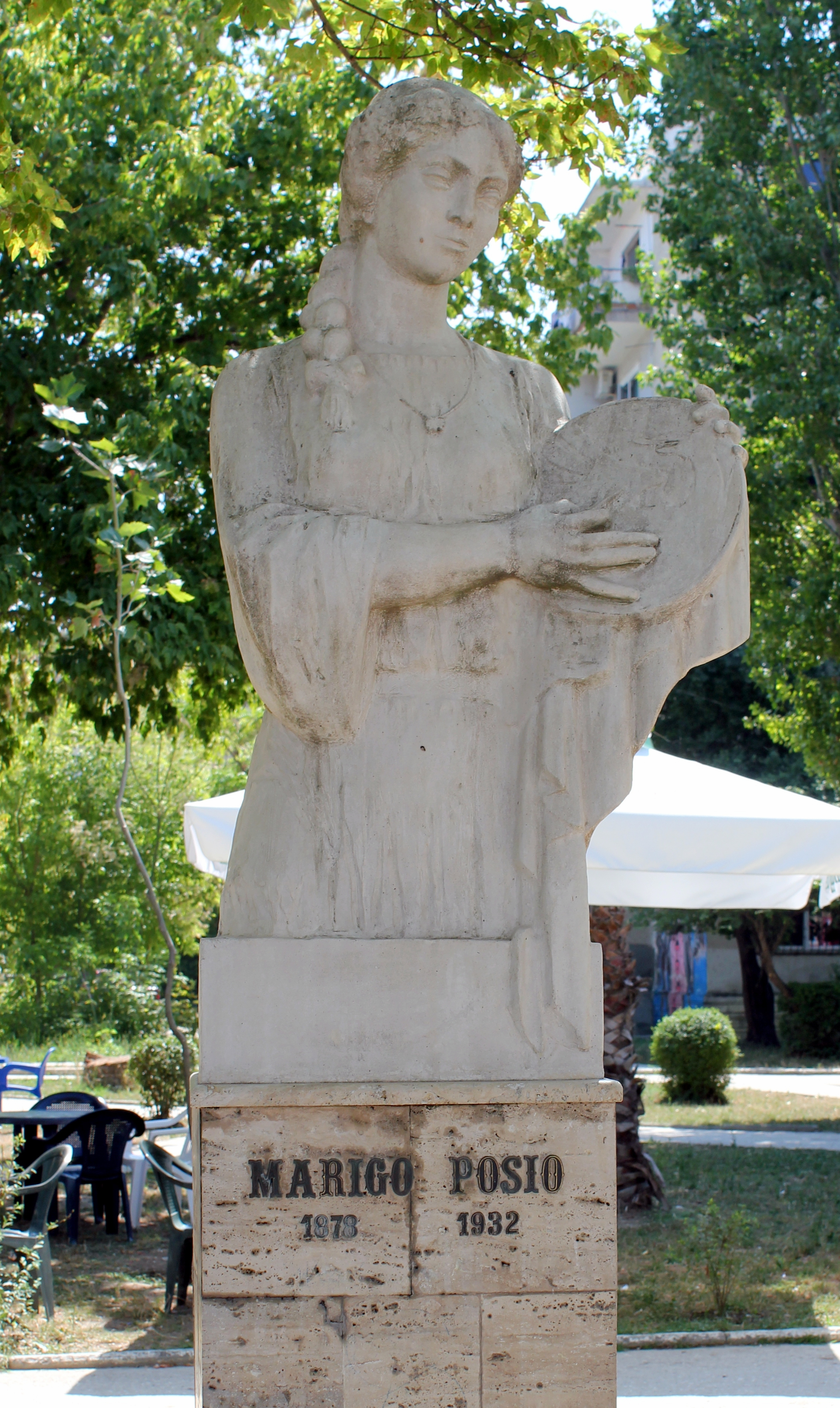
Bustul lui Marigo Posio

Ea s-a căsătorit la o vârstă fragedă cu Jovan Posio din Hoçisht. Soții au folosit numele de familie Posio, deși uneori a fost scris Pozio, Pozjo sau Bozjo. În jurul anului 1904 Marigo și Jovan s-au mutat la Vlorë, stabilindu-se în cartierul Muradie. Casa lor a servit ca loc de întâlnire și de discuții ale unor personalități patriotice albaneze din acea vreme. Marigo a fost membră a Clubului Patriotic Labëria, fondat la Vlorë în 1908. Ea s-a numărat, de asemenea, printre fondatorii Școlii Albaneze din Vlorë în anul 1909. Adunarea Națională a delegaților poporului albanez care a adoptat Declarația de Independență albaneză a avut loc în 28 noiembrie 1912 la Vlorë. Marigo nu a participat la acest eveniment, însă a ajuns să fie considerată „mama” drapelului Albaniei care a fost înălțat în balconul clădirii în care avea loc adunarea în momentul proclamării publice a independenței Albaniei. Sursele oficiale menționează că ea a brodat steagul. Lef Nosi⁠(d), un om politic albanez prezent la eveniment, a afirmat că vulturul negru a fost decupat dintr-o bucată de satin și a fost cusut pe pânza roșie. Omul politic Ekrem Vlora⁠(d) menționează că steagul îi fusese făcut cadou de Aladro Castriota⁠(d) și că el i l-a dat lui Marigo pentru a realiza copii. În toate cazurile, ea a fost implicată în brodarea viitorului drapel al Albaniei. Ea a realizat, de asemenea, pe propriile sale cheltuieli numeroase copii ale steagului pentru diferitele instituții ale guvernului albanez de la Vlorë.
Marigo Posio este considerată conducătoarea primei organizații a femeilor albaneze, care urmărea să-i ajute pe soldații răniți în războiul de frontieră cu Grecia. Organizația a fost fondată la 13 mai 1914. Printre membrii organizației se aflau soțiile unor personalități albaneze ale vremii, precum soția lui Syrja Vlora⁠(d) sau soția lui Mehmet Pașa din Delvina.
La 6 februarie 1921 ea, împreună cu fiica ei, Fereniqi, a început să publice revista Shpresa shqiptare („Speranța albaneză”), care a continuat apoi cu alte șase numere până când și-a încetat existența.
Familia Posio a suferit o serie de necazuri, cauzate mai întâi de bolile propriilor copii, iar mai târziu de îmbolnăvirea de tuberculoză a lui Marigo. Politicianul și dramaturgul Kristo Floqi⁠(d) a ridicat vocea la 9 decembrie 1928, acuzând autoritățile albaneze că au uitat contribuția lui Marigo Posio la evenimentul proclamării independenței. Marigo Posio nu a primit „statutul de veteran” al independenței ca mulți alți patrioți în perioada interbelică. A murit neglijată și uitată în 1932, după ce tratamentul efectuat la Viena nu a avut succes, și a fost înmormântată în cimitirul mănăstirii ortodoxe Zvërnec.

## Omagii postume
O statuie a lui Marigo Posio a fost amplasată ulterior în orașul Vlorë, într-un mic parc mărginit de strada centrală Rruga Sadik Zotaj. De asemenea, una dintre școlile din același oraș a primit numele ei.